# Diaptomus guernei
Diaptomus guernei is een eenoogkreeftjessoort uit de familie van de Diaptomidae. De wetenschappelijke naam van de soort is voor het eerst geldig gepubliceerd in 1891 door Imhof.